# Olympische Winterspiele 2034
Die XXVII. Olympischen Winterspiele sollen vom 10. bis zum 26. Februar 2034 in Salt Lake City im US-Bundesstaat Utah stattfinden. Der Zuschlag durch das IOC erfolgte am 24. Juli 2024. Nach der Austragung der Winterspiele 2002 sind es 32 Jahre später die zweiten Winterspiele, die in Salt Lake City stattfinden werden. Der offizielle Name der Spiele ist Salt Lake City-Utah 2034.

## Vergabe der Spiele
Im Juni 2023 gab das IOC bekannt, dass es mit sechs Ländern, darunter Japan mit Sapporo, den USA mit Salt Lake City, Schweden mit Stockholm-Åre, Kanada mit Vancouver, der Schweiz und einer unbekannten sechsten Partei in Kontakt für zukünftige Olympische Winterspiele sei. Diese sechste Partei sind die französischen Alpenregionen Rhône-Alpes und Côte d’Azur und ihre Bewerbung wurde im Juli auf die Spiele von 2030 konkretisiert. Selbiges gilt für die Bewerbung von Stockholm-Åre und bei der Bewerbung von Vancouver bleibt wie bei der Bewerbung für 2030 die Unterstützung durch die Regierung fraglich. Der Austragungsort soll entweder zusammen mit den Spielen von 2030 auf der 142. IOC-Sitzung 2024 in Paris oder auf der 143. IOC-Sitzung 2025 in Athen gewählt werden. Am 9. Oktober 2023 wurden Berichte bekannt, wonach das IOC über eine Doppelvergabe der Winterspiele 2030/2034 diskutiere. Am 15. Oktober 2023 wurde beschlossen, dass die Doppelvergabe auf der 142. IOC-Sitzung in Paris erfolgt.
| Austragungsort      | Ja | Nein | Enthaltungen |
| ------------------- | -- | ---- | ------------ |
| Salt Lake City-Utah | 83 | 6    | 6            |

## Geplante Wettkampfstätten
Die Wettkampfstätten sollen sich alle im Großraum Salt Lake City befinden. Die meisten Anlagen waren bereits 2002 Schauplatz olympischer Wettkämpfe.

### Salt Lake City Cluster
- Rice-Eccles Stadium – Eröffnungs- & Schlussfeier
- Vivint Arena – Eiskunstlauf, Shorttrack
- Maverik Center – Eishockey
- Utah Olympic Oval – Eisschnelllauf
- Olympic Medals Plaza – Big Air

### Ogden Cluster
- Weber County Ice Sheet – Curling
- Snowbasin Resort – Ski Alpin

### Mountain Cluster
- Soldier Hollow  – Biathlon, Skilanglauf
- Utah Olympic Park Track – Bob, Skeleton, Rennrodeln
- Utah Olympic Park Jumps – Skispringen, Nordische Kombination
- Deer Valley Resort – Aerials, Moguls
- Utah Olympic Track – Skicross, Snowboardcross, Parallelriesenslalom
- Park City – Halfpipe, Slopestyle

### Sonstige Austragungsorte
- Peaks Ice Arena – Eishockey